# Jesús del Silencio (Sevilla)
Jesús del Silencio en el desprecio de Herodes es una imagen de Jesús de Nazaret que se venera en la capilla sacramental de la iglesia de San Juan de la Palma en Sevilla, Andalucía, España. Representa el momento en el que Jesús fue enviado por Pilatos a Herodes y este, tras varias preguntas, lo desprecia y lo toma por loco ciñéndole una vestidura blanca (Lucas 23, 8-11).
En 1990 el Consejo de Hermandades y Cofradías designó al Jesús del Silencio como imagen para presidir el Vía Crucis de las Cofradías de Sevilla que anualmente se celebra en la catedral de Sevilla el primer lunes de Cuaresma.

## Autoría de la imagen
El Jesús del Silencio es una imagen realizada por el taller de Pedro Roldán en 1698. No está documentada la autoría, pero la Hermandad de la Amargura posee el encargo que realizara a dicho taller para la ejecución de la talla.
El Jesús del Silencio aparece sobre peana de madera policromada, descalzo y maniatado frontalmente, con la mano derecha sobre la izquierda, vestido con la túnica representativa del pasaje, en clara posición andante tras el desprecio hecho por el tetrarca y acompañado de la escolta romana que lo lleva de nuevo a Pilatos.
Se trata de una imagen para vestir de madera policromada de 185 centímetros, aunque si bien no corresponde el cuerpo original ya que Juan Luis Vasallo le realiza uno nuevo en 1951 cambiando la posición de las manos que pasa de detrás hacia delante. Las manos son de Sebastián Santos, realizadas en 1935.

## Intervenciones en la imagen
La talla ha sufrido, a lo largo del tiempo, varias restauraciones como las de 1881 por Emilio Pizarro de la Cruz, en 1913 y 1917 por José Ordóñez Rodríguez, en 1928 por Manuel Galiano Delgado, en 1959 y 1974 por Francisco Buiza, en 1980 por Francisco Peláez del Espino y en 1995 por Fuensanta de la Paz Calatrava en el Instituto Andaluz de Patrimonio Histórico de la Junta de Andalucía, que le adaptó un nuevo sistema de sujeción en las articulaciones, eliminó un ataque de insectos xilófagos, resanó desperfectos en la espalda producidos en una restauración anterior y limpió la policromía.

## Estación de penitencia
Realizó su primera estación de penitencia el Domingo de Ramos de 1699 desde la parroquia de San Julián hasta 1724 año en el que la Hermandad de la Amargura se trasladó a San Juan de la Palma, desde donde realiza su estación de penitencia en el mismo día.
Su paso de misterio evoca el momento en el que Jesús con las manos atadas guarda silencio en presencia de Herodes Antipas que está sentado en su trono, a su alrededor hay dos sayones judíos y tres soldados romanos. El paso de Cristo es de estilo rocalla, dorado e iluminado con candelabros de guardabrisas. La imagen de Jesús del Silencio lleva potencias en oro de ley.
En la estación de penitencia acompaña tras el paso de Cristo la Banda de Cornetas y Tambores Santísimo Cristo de las Tres Caídas.

## Marchas dedicadas
- Camino del Gólgota (José del Castillo Díaz, 1938)
- Desprecio de Herodes a Jesús (Manuel Mejías Pérez, 1955)
- San Juan de la Palma (Salvador Ruiz de Luna, 1966)
- Silencio Blanco (Julio Vera Cuder, 1988)
- El desprecio de Herodes (Julio Vera Cuder, José Manuel Reina, Rafael Vázquez, 2002)
- Jesús del Silencio (José Albero Francés, 1996)
- Y se hizo el silencio... (Tres Caídas, 2022)